# Chiesa dei Santi Giacomo e Filippo (Pontremoli)
La chiesa dei Santi Giacomo e Filippo, con l'annesso oratorio di Santa Maria Bianca, è una chiesa cattolica che si trova in località Traverde a Pontremoli.
La vecchia chiesa, definita dal perimetro del cimitero che disegna un edificio a una sola abside costruito in grandi bozze d'arenaria ben squadrate, fu costruita in stile romanico tra la fine dell'XI secolo e gli inizi del XII ed era posta su uno dei principali itinerari romei, proveniente dal Monte Bardone e diretto a Pontremoli. Alla chiesa romanica fu annessa successivamente una piccola cappella affrescata nel XV secolo con immagini della Madonna, di San Jacopo, di San Rocco e di San Sebastiano oltre ad altre decorazioni pittoriche, oggi restaurate e in buono stato.